# Академический симфонический оркестр Запорожской областной филармонии
Академический симфонический оркестр Запорожской областной филармонии (укр. Академічний симфонічний оркестр Запорізької обласної філармонії) — музыкальный коллектив при Запорожской областной филармонии. 

## История
Оркестр был создан в 1957 году. В период с 1957-го по 1987-й год с оркестром руководили следующие дирижёры:
- народный артист Украины Юрий Луцив (1957—1960)
- Авет Апкарян (1960—1965)
- Феликс Комлев (1967—1970)
- Владимир Данилов (1970—1971)
- Сергей Дудкин (1971—1987)

С 1987 года оркестр возглавляет главный дирижёр оркестра народный артист Украины Вячеслав Васильевич Редя.

## Достижения
- 1993 год — оркестр стал лауреатом премии имени И.Паторжинского от областного отделения Украинского фонда культуры.
- 1994 год — участие в международном фестивале «Київ Мюзик фест».
- 1997 год — оркестр стал лауреатом фестиваля «Музыкальная весна — 97» в городе Дебрецен, Венгрия.

## Гастроли
Академический симфонический оркестр Запорожской областной филармонии ведет активную гастрольную деятельность. За последние десятилетия он давал концерты на Украине и в Белоруссии (1993 г.), Финляндии (1993 г.), Сербии (1995, 1996 гг.), Венгрии (1995, 1996, 1997, 1998, 2003 гг.), Франции (1998, 2003 гг.), Австрии (1998, 2003 гг.), Швейцарии (1997, 1998, 2003 гг.),  России (2001 г.), Италии (2003, 2004, 2009 гг.), Южной Корее (2004 г.). 